# Троицкая церковь в Щурове
Храм Пресвятой Троицы в Щурове (Троицкая церковь) — православный храм в городе Коломне Московской области. Расположен в бывшем селе Щурово, напротив центра города.
Главный престол освящён в честь Пресвятой Троицы, приделы — в честь Введения во храм Пресвятой Богородицы и во имя Николая Чудотворца.

## Историческая справка
XVI век
Первоначально Троицкая церковь в Щурове была деревянной. Она была построена в 1775 году княгиней Натальей Александровной Голициной. Благодаря заботливо сохраненным работниками рязанского архива документам, мы знаем, что к той церкви был пристроен теплый придел в честь мучеников Андриана и Наталии в 1815 году. Вот как выглядит описание деревянного Храма, почерпнутое из ежегодных рапортов благочинного: «Оная церковь построена в 1774-75 годах тщанием Натальи Александровны Голициной. Здание деревянное с такою же колокольнею. В 1869 году стены обиты новым тесом, в 1881 окрашены масляной краской. Ограда на каменно-кирпичном фундаменте. При храме поместительная сторожка. Престолов в оной церкви два: холодный во имя Святой Живоначальной Троицы и теплый придел во имя св. мучеников Андриана и Натальи, устроенный в 1815 году по усердию полковника Андриана Моисеевича Грибовского. В 1870 г. иконостас в церкви заменен новым. Утвари очень достаточно». Деревянная Троицкая Церковь находилась на берегу Оки, в том месте, где река Москва впадает в Оку. Жители Щурово и по сей день называют это место «Поповка». Отсюда открывается живописный вид на водную гладь и Старо-Голутвин монастырь. Старожилы утверждают, что при церкви была и деревянная часовня.
XIX век
Вопреки распространенным заблуждениям о том, что до революции у русского народа были чуть ли не святые нравы, особенно, если дело касалось церкви, ограбления храмов были делом весьма обыденным. Не избежала подобной участи и старая (деревянная) Троицкая Церковь в Щурово. В июле 1909 г. происходит ограбление деревянного Храма и убийство старосты Василия Воробьева, сторожившего ночью Церковь. Из Храма украден антиминс. После этого случая в 1909 г. службы в деревянном храме прекращаются.
В 1915 году деревянная Троицкая Церковь еще стояла на берегу Оки, так как есть свидетельства о ее посещении Епископом Рязанским и Зарайским Димитрием (Сперовским). Однако старожилы утверждают, что в 1926 году деревянной Троицкой Церкви уже не было. Есть предположения, что Церковь сгорела или ее разобрали в начале 20-х годов. Версия, изложенная в книге Валерия ЯРХО «Три времени Щурова», о том что деревянная Троицкая Церковь была разобрана и перевезена в с. Сушково Луховицкого района, не подтвердилась!
В 1883 году священник Феодор Соколов и прихожане деревянного Троицкого храма в Щурово, обратились с прошением о разрешении построить в Щурово каменный храм. 26 сентября 1883 года прихожанами села Щурово Зарайского уезда в пользу построения в их селе нового каменного храма Товариществу цементно-известкового и алебастрового завода «Э. А. Липгарт и К» постановлено было отдать: участок земли, прилегающий к ветке железной дороги; в пользование сроком на 10 лет с вознаграждением по 800 рублей, небольшой участок близ реки под пристань с получением по 200 рублей каждый год. Также решили отвести под постройку нового каменного храма более удобное место в конце села Щурово с западной стороны между двумя дорогами — железной и шоссейной. В 1892 году был составлен и утвержден губернскими властями проект храма, составленный известным московским архитектором, статским советником Максимом Карловичем Геппенером (1848—1924, он обучался на строительном отделении Политехникума в Карлсруэ, состоял на службе в Строительном отделении Московской городской управы, в Москве построил колокольню Никольского единоверческого монастыря, основные сооружения московского водопровода). Технический контроль за всем ходом строительства осуществлял лично Рязанский Губернский архитектор Е. Ф. Саблер.
XX век
К 1900 году были закончены основные строительные работы по возведению стен и купола. Храм Святой Троицы был освящен в 1907 г., он был воздвигнут на средства владельца цементного завода Эмиля-Александра Липгарта, пожертвования купцов Матвея Савинова и Павла Шарапова, фабриканта Ивана Давыдовича Морозова. Местные жители тепло отзываются о Священнике Феодоре Соколове, говорят: «Он пожертвовал все свои сбережения на строительство новой каменной Троицкой Церкви в Щурово (вплоть до нательного креста) — он нес все из дома в Церковь, а кто-то из Церкви в дом…».
Основные строительные работы проходили при настоятеле храма священнике Александре Любимове.
При строительстве использовались цемент и известь с завода Липгартов и кирпич с завода коломенского врача Модеста Лозовского. К 1907 г. была закончена внутренняя отделка, построены приходской дом и каменная, с железными решетками, церковная ограда. В 1907 г. храм был освящен преосвященным Никодимом, епископом Рязанским и Зарайским.
Наши дни
В 1991 году храм возвращен верующим, началось его восстановление. Вероятно, было ошибкой, при восстановлении храма, разобрать высокие трубы, с восточной стороны фланкировавшие апсиду, они добавляли храму живописности. В 2001 г. завершено строительство пристройки к церковному дому. Открыты воскресная школа, детский приют, социальный центр «Надежда» и православная гимназия, работают паломническая служба и пункт раздачи одежды, выпускается приходская газета.

## Современное состояние
В 1991 году храм был возвращен верующим, в нём возобновляются богослужения, начинается реставрация. В 2004 году завершена реставрация главного купола храма, восстановлена колокольня, установлены кресты, приобретены колокола на звонницу.
В 1998 году начинает работу воскресная школа. С декабря 1998 года при храме открыт пункт раздачи одежды для малоимущих. В 1999 году при храме открыт филиал Проводниковской средней школы. В 2008 году филиал был преобразован в НОУ СОШ «Православная гимназия», в 2009 году получена государственная аккредитация и получено конфессиональное представление Русской Православной Церкви. В 2015 году гимназия повторно прошла государственную аккредитацию по заявленным программам сроком на 12 лет. В 2015/2016 учебном году гимназию посещали 104 ребенка с 1 по 11 класс.
В 2000 году начинает работу благотворительная столовая. На большие православные праздники патронажная служба храма привозит на праздничное богослужение людей с ограниченными возможностями и пожилых прихожан. В 2003 году на арендованной турбазе в Озёрском районе организовано подворье храма для круглогодичной учёбы и отдыха учащихся гимназии.
В 2006 году для НОУ СОШ «Православная гимназия» построено новое трёхэтажное здание. Начато строительство приюта для детей-сирот. В 2007 году завершено строительство въездного комплекса, где разместились церковная лавка и ряд подсобных помещений, а также к 100-летнему юбилею храма (27 октября 2007 г.), проведены большие реставрационные, строительные и ландшафтные работы. В том же году начала работу молодёжная школа для желающих изучать Священное писание.
В октябре 2008 года начал работу НУСО «Детский социально-реабилитационный центр». Сейчас в центре живут 30 детей от 3 до 14 лет.
В дни школьных каникул для ребят, получающих образование при храме, проводятся выезды в православные лагеря. С марта 2000 г. по благословению Митрополита Крутицкого и Коломенского Ювеналия издается приходская газета «Глаголъ». С 2009 г. выходит информационный листок «Лучик» Детского социально-реабилитационного центра. С 2018 года выходит ежемесячный приходской семейный журнал «Воскресенье» [6].
Духовенство: Настоятель Троицкого храма — протоиерей Алексий Виноградов.
Клирики храма:
- иерей Павел Чесноков
- священник Александр Державич
- священник Петр Галанюк
- священник Леонид Суханов
- протодиакон Дмитрий Соловьев.